# The Secrets of Jonathan Sperry
The Secrets of Jonathan Sperry (Brasil: As Histórias de Jonathan Sperry ) é um filme de 2008, do gênero drama cristão, dirigido por Rich Christiano e estrelado por Gavin MacLeod.

## Sinopse
Dustin (Jansen Panettiere), Albert (Frankie Ryan Manriquez) e Mark (Allen Isaacson) são amigos de 12 anos procurando diversão durante o verão de 1970. Dustin gosta de uma garota chamada Tanya (Bailey Garno), e por isso ele quer convidá-la para um encontro, mas ele está nervoso porque ele nunca convidou ninguém para sair antes. O principal obstáculo de Dustin é o valentão da cidade, Nick (Taylor Boggan), que também gosta de Tanya.Quando Dustin corta a grama de um idoso, Jonathan Sperry (Gavin MacLeod), um homem que viu na igreja, os dois se tornam amigos.
Sperry começa um estudo bíblico com Dustin e seus amigos, e os encoraja a ser gentil com Nick.Sperry também paga Dustin para cortar a grama de um vizinho idoso teimoso, Barnes (Robert Guillaume), sendo que é dito a Dustin para não deixar Barnes saber quem é o benfeitor desta bondade.Durante todo o verão, muitos outros meninos da vizinhança se envolvem no estudo da Bíblia, incluindo Nick, que está arrependido e para de praticar bullying depois de alguns encontros com Sperry.Enquanto isso, Dustin finalmente consegue a coragem para dizer a Tanya o quanto ele gosta dela, mas em vez de pedir-lhe para ser sua namorada, ele sugere que ela comece a ler a Bíblia.
Então, um dia, Dustin passa de bicicleta pela casa do Sperry e descobre que este morreu. Depois do funeral, Barnes visita Dustin para lhe agradecer por roçada seu gramado, e para dizer que ele descobriu que Sperry foi a sua motivação, dizendo que ele era um grande exemplo de um homem cristão.Após esta visita, a mãe de Dustin revela o que havia ocorrido e Sperry e Barnes:a esposa de Sperry havia morrido quatro anos antes em um acidente de carro causado por Barnes, que estava bêbado. Inspirado pela bondade de Sperry após tal desgosto, Dustin decide continuar o estudo bíblico com os meninos da vizinhança, repetindo uma das primeiras lições de Sperry com Dustin e seus dois amigos.

## Elenco
- Gavin MacLeod-Jonathan Sperry
- Jansen Panettiere-Dustin
- Robert Guillaume-Mr.Barnes
- Frankie Ryan Manriquez-Albert
- Allen Isaacson -Mark
- Bailey Garno -Tanya
- Taylor Boggan - Nick
- Mary Jean Bentley -mãe de Dustin